# خوسيه أنخيل نافارو الثالث
خوسيه أنخيل نافارو الثالث هو سياسي أمريكي، ولد في 1828 في مقاطعة بيكسار في الولايات المتحدة، وتوفي في 1876. انتخب عضو مجلس نواب تكساس ‏.